# Stranvaesia oblanceolata
Stranvaesia oblanceolata är en rosväxtart som först beskrevs av Alfred Rehder och E.H. Wilson, och fick sitt nu gällande namn av Otto Stapf. Stranvaesia oblanceolata ingår i släktet Stranvaesia och familjen rosväxter. Inga underarter finns listade i Catalogue of Life.